# ROC (Birmingham)

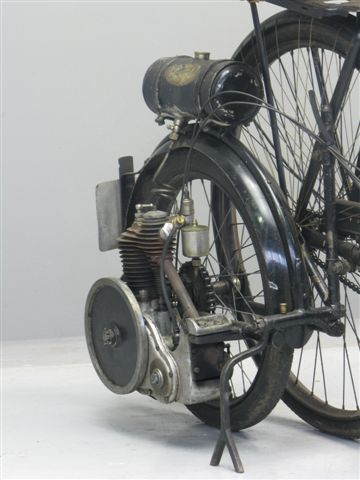
Wall Autowheel uit 1914. In het hulpframe staat "made in Belgium". Waarschijnlijk is dit blokje dus bij Minerva in licentie geproduceerd

ROC is een historisch merk van motorfietsen.
A.W. Wall Ltd., Guildford, later A.W. Wall Ltd., ROC Motor Works, Birmingham (1904-1915).
Engels merk dat typische, lange frames bouwde. De motorblokken waren Precision-V-twins van 2, 2½ en 3½ pk.
De schrijver Sir Arthur Conan Doyle (van Sherlock Holmes) financierde het bedrijf van Wall dat zich bezighield met allerlei uitvindingen, versnellingsbakken en bijzondere driewielers.
In 1911 verscheen het Autowheel, een gemotoriseerd wiel dat met een hulpframe naast een fiets gemonteerd kon worden. Er zat een 114cc- of 118cc-eencilindermotor in. Dit Autowheel werd in licentie geproduceerd door: A.O Smith in Milwaukee (Wisconsin), Wall Autowheels Ltd in Farnham en vanaf 1919 ook door Minerva in Antwerpen. Een luxe versie werd gebouwd door BSA in Birmingham
Van 1912 tot 1915 produceerde Wall een bijzondere tricar, met een motorfiets-voorvork en een smalle auto-carrosserie.
De naam Wall komen we ook tegen bij Reynolds-Runabout, Coulson-B en een motorenfabriek die Liberty heette en o.a. blokken aan HJ, Jupp, Coventry Star, Reynolds-Runabout en Wizard leverde.
- Er was nog een merk met de naam ROC, zie ROC (Annemasse).
- Er was nog een merk met de naam Liberty, zie Liberty (Australië)